# Cerotainia sola
Cerotainia sola là một loài ruồi trong họ Asilidae. Cerotainia sola được Scarbrough & Perez-Gelabert miêu tả năm 2006. Loài này phân bố ở vùng Tân nhiệt đới.